# Sumber Anget
Sumber Anget is een bestuurslaag in het regentschap Jember van de provincie Oost-Java, Indonesië. Sumber Anget telt 2411 inwoners (volkstelling 2010).